# Filip Rózga
Filip Rózga (Skawina, 7 agosto 2006) è un calciatore polacco, centrocampista del KS Cracovia.

## Carriera

### Club
Rózga è cresciuto nel settore giovanile del KS Cracovia, con cui ha debuttato in prima squadra il 27 maggio 2023 nell'incontro di Ekstraklasa vinto 3-0 contro il Wisła Płock. Il 1º luglio seguente ha firmato il primo contratto professionistico ed è stato promosso in pianta stabile in prima squadra.
Ha segnato il suo primo gol il 24 agosto 2024 nell'incontro casalingo vinto 3-2 contro il Górnik Zabrze.

### Nazionale
Ha giocato con le nazionali giovanili polacche Under-17, Under-18 e Under-19.

## Statistiche
Statistiche aggiornate al 29 dicembre 2024.

### Presenze e reti nei club
| Stagione        | Squadra         | Campionato      | Campionato | Campionato | Coppe nazionali | Coppe nazionali | Coppe nazionali | Coppe continentali | Coppe continentali | Coppe continentali | Altre coppe | Altre coppe | Altre coppe | Totale | Totale | Totale |
| Stagione        | Squadra         | Comp            | Pres       | Reti       | Comp            | Pres            | Reti            | Comp               | Pres               | Reti               | Comp        | Pres        | Reti        | Pres   | Reti   |        |
| --------------- | --------------- | --------------- | ---------- | ---------- | --------------- | --------------- | --------------- | ------------------ | ------------------ | ------------------ | ----------- | ----------- | ----------- | ------ | ------ | ------ |
| 2022-2023       | KS Cracovia     | EK              | 1          | 0          | CP              | 0               | 0               | -                  | -                  | -                  | -           | -           | -           | 1      | 0      |        |
| 2023-2024       | KS Cracovia     | EK              | 12         | 0          | CP              | 1               | 0               | -                  | -                  | -                  | -           | -           | -           | 13     | 0      |        |
| 2024-2025       | KS Cracovia     | EK              | 16         | 1          | CP              | 1               | 0               | -                  | -                  | -                  | -           | -           | -           | 17     | 1      |        |
| Totale carriera | Totale carriera | Totale carriera | 29         | 1          |                 | 2               | 0               |                    | -                  | -                  |             | -           | -           | 31     | 1      |        |